# Марёй, Симона
Симо́на Марёй (фр. Simone Mareuil), урожд. Мари́ Луи́за Симо́на Ваше́ (фр. Marie Louise Simone Vacher; 25 августа 1903, Перигё, Дордонь, Франция — 24 октября 1954, там же) — французская киноактриса, получившая широкую известность благодаря главной роли в культовом сюрреалистическом фильме Луиса Буньюэля «Андалузский пёс».

## Биография
В 1921-1923 годах она снималась в нескольких фильмах, однако её участие не было отмечено в титрах.
Кинодебют Симоны Марёй состоялся в 1924 году в немой картине «Тень счастья» (фр. L'Ombre du bonheur).
После этого она приняла участие в съёмках ещё нескольких немых кинофильмов. Известность к актрисе пришла в 1929 году, после съёмок в сюрреалистическом фильме «Андалузский пёс», снятом Луисом Буньюэлем при содействии и участии Сальвадора Дали. Большой резонанс получила сцена из «Андалузского пса», придуманная Дали, в которой герой Буньюэля рассекает лезвием бритвы глаза девушки — героини Морейль. Для съёмок этого эпизода использовался глаз одного из мёртвых ослов, которые также были задействованы в фильме.
На протяжении 1930-х годов, до начала немецкого вторжения во Францию, Симона Марёй снялась ещё в нескольких фильмах. С наступлением Второй мировой войны её актёрская карьера закончилась.
После войны Марёй вернулась в Перигё и погрузилась в глубокую депрессию, а спустя несколько лет, 24 октября 1954 года, невостребованная актриса облила себя бензином и совершила акт самосожжения на городской площади Перигё, в результате чего скончалась.
На сегодняшний день местонахождение останков актрисы неизвестно. Считается, что они были утеряны или уничтожены.
Примечательно, что её партнёр по фильму «Андалузский пёс» — Пьер Батшефф — тоже покончил жизнь самоубийством, в 1932 году.

## Избранная фильмография
- 1924 — «Тень счастья»
- 1924 — «Галерея монстров»
- 1926 — «Странствующий еврей»
- 1927 — «Маленькая шоколадница»
- 1929 — «Персик»
- 1929 — «Современная фея»
- 1929 — «Дамы в зелёных шляпках»
- 1929 — «Андалузский пёс»
- 1931 — «Наши мастера, наши слуги»
- 1931 — «Польский еврей»
- 1931 — «Сердце Парижа»
- 1932 — «Двенадцатая ночь»
- 1933 — «Мисс Эльет»
- 1936 — «Любовник мадам Видаль»